# Cătălin Drulă
Cătălin Drulă (Timișoara, 2 maggio 1981) è un politico romeno.
Di professione informatico, è entrato in politica nel 2016 come membro dell'Unione Salvate la Romania, che ha rappresentato in due mandati come membro della camera dei deputati.
Dal 23 dicembre 2020 al 7 settembre 2021 è stato ministro di trasporti del governo Cîțu.
Nel 2022 è stato nominato presidente dell'USR, posizione dalla quale si è dimesso dopo le elezioni europee del 2024.

## Biografia

### Formazione e attività professionale
Si diplomò al Collegio nazionale di informatica "Tudor Vianu" di Bucarest nel 1999, per poi proseguire gli studi all'Università di Toronto, dove conseguì la laurea in ingegneria informatica nel 2002. Nel corso dell'anno accademico 2004-05 realizzò uno stage di ricerca presso l'Istituto politecnico di Grenoble. Nel 2005 presentò la tesi intitolata Fast and Energy Efficient Neighbour Discovery for Opportunistic Networking with Bluetooth e ottenne il master all'Università di Toronto.
Tra il 2006 e il 2008 fu presidente esecutivo della sua startup Personal Networks srl e successivamente lavorò fino al 2015 come consulente informatico per diverse società private del settore IT. Secondo quanto riportato dall'Unione Salvate la Romania, progettò un sistema automatizzato di consegna di prodotti medici (sangue, plasma e coagulanti) tramite droni, utilizzato in Ruanda e poi esteso ad altri paesi africani, agli Stati Uniti e al Giappone.
Nel 2015 fondò l'Associazione Pro Infrastruttura, che si proponeva di controllare e monitorare per i cittadini lo stato dei progetti delle infrastrutture pubbliche e dei trasporti. In un'intervista del 2017 affermò che a suo modo di vedere i ritardi della Romania sul piano delle infrastrutture erano dovuti al mancato accesso ai fondi europei e all'assenza di professionismo, causata dalla politicizzazione degli incarichi nelle istituzioni.

### Prima elezione a deputato
Sulla scia della crescente notorietà della sua associazione, nel dicembre 2015 fu nominato consigliere di Stato per le infrastrutture e i trasporti in seno alla cancelleria del primo ministro Dacian Cioloș, che presiedeva un governo tecnico.
Sul finire del mandato, insieme a vari componenti del governo Cioloș entrò nell'Unione Salvate la Romania, il partito anticorruzione fondato da Nicușor Dan. Il 26 ottobre 2016 l'USR lo inserì nelle liste per le elezioni parlamentari dell'11 dicembre. Fu eletto alla camera dei deputati come rappresentante per il distretto di Timiș. Nel corso della legislatura 2016-2020 fu presidente della commissione per la tecnologia informatica e le comunicazioni e membro di quella per i trasporti. Fu inoltre vicepresidente (fino a dicembre 2019) e poi presidente del gruppo parlamentare dell'USR (da febbraio 2020). Si dimise da deputato il 18 dicembre 2020 a pochi giorni dal termine del mandato, al fianco di altri venti colleghi, al fine di non beneficiare della pensione parlamentare riconosciuta agli onorevoli che completavano un'intera legislatura.

### Ministro dei trasporti
Fu rieletto deputato alle elezioni parlamentari del 6 dicembre 2020. Nella nuova legislatura fu membro e poi presidente (da febbraio 2022) della commissione trasporti. In seguito alle elezioni l'USR e il Partito Nazionale Liberale formarono un governo di coalizione, in cui Drulă rivestì il ruolo di ministro dei trasporti. Il governo Cîțu rimase in carica per nove mesi, quando l'USR decise di uscire dalla maggioranza. Alla conclusione dell'incarico Drulă presentò il bilancio sulla propria attività, dichiarando di aver usufruito di 3,7 miliardi di lei di fondi europei, di aver ridotto dell'11% i ruoli dirigenziali all'interno del ministero e di aver organizzato concorsi di assunzione per migliorare il professionismo dei quadri manageriali.
A livello di partito, in occasione del congresso del 14 e 15 settembre 2019 che elesse Dan Barna alla presidenza, con 207 voti fu nominato quale uno dei nove vicepresidenti dell'USR. Al congresso del 2 e 3 ottobre 2021 si presentò nella squadra di Dan Barna, USR PLUS al governo nel 2024, ottenendo la conferma dell'incarico di vicepresidente con 701 voti. Contestualmente i delegati elessero Dacian Cioloș quale nuovo presidente.

### Presidente dell'USR
Il 7 febbraio 2022, in seguito alle dimissioni di Cioloș dell'incarico, assunse ad interim la presidenza del partito, poiché era il vicepresidente che aveva ottenuto il maggior numero di voti all'ultimo congresso.
Pochi mesi dopo decise di candidarsi alla presidenza dell'USR, vincendo lo scrutinio che si svolse online tra il 6 e il 10 luglio 2022. Cătălin Drulă conseguì il 71% delle preferenze, superando agevolmente gli altri cinque candidati.
Da leader del partito provò a consolidare il ruolo di opposizione dell'USR, criticando le indecisioni del governo sulle pensioni speciali, le modifiche fiscali e i casi di corruzione in seno ai partiti della maggioranza. Il 18 dicembre 2023 ufficializzò la nascita di una coalizione con Forza della Destra (FD) e Partito del Movimento Popolare (PMP), che avrebbero concorso alle europee sotto la sigla della coalizione Alleanza Destra Unita (ADU).
In seguito ai risultati deludenti delle elezioni europee e locali, il 10 giugno 2024 si dimise da presidente dell'USR.

## Pubblicazioni
- (EN) Adaptive energy conserving algorithms for neighbor discovery in opportunistic bluetooth networks, in IEEE Journal on Selected Areas in Communications, n. 25.1, 2007.